# Алігатор (бронеавтомобіль)
Алігатор 4x4 (словац. Aligátor 4×4) — словацький  позашляховик та легкоброньований автомобіль-амфібія, здатний перевозити до чотирьох осіб. Машина експлуатується Сухопутними військами Словацької Республіки та Словацькою поліцією.

## Виробництво
Розробка бронемашини Aligator почалася після 1994 компаніями Transmisie a.s. та ZTE TEES у Мартіні, Словаччина, та Kerametal, остання надала композитне керамічне покриття для металокерамічної броні машини. Спочатку збройні сили Словаччини розраховували на закупівлю 250 одиниць, але пізніше ця кількість була знижена до половини від озвученої суми.
Машина була вперше публічно представлена 30 квітня 1997 на польових випробуваннях в Ясенській долині, Словаччина, а пізніше того ж року на виставці оборонної промисловості IDET '97.
Aligator 4x4 – це всюдихід-амфібія, здатний пересуватися по воді. Оснащений невеликою системою гребних гвинтів, яка дозволяє йому переходити вбрід річки та озера, не занурюючись під воду. Стандартне оснащення автомобіля включає закриту герметичну кабіну екіпажу з вентиляцією, тепловим обігрівом кабіни, обладнання для денного спостереження, прилади нічного бачення, засоби зв'язку і рухову установку амфібії.
Машина легкоброньована (використовується сталева броня з композитним керамічним покриттям) і може протистояти вогню зі стрілецької зброї, але вразлива для протитанкових ракет та мін. Більшість варіантів за замовчуванням не оснащені системою озброєння. Машина може мати бойовий модуль, встановлений на автомобілі та керований з кабіни екіпажу (це використовувалося та тестувалося у кількох варіантах). Завдяки своїм невеликим розмірам, машина легко розгортається важким транспортним літаком або транспортним вертольотом. Шини, що поставляються компанією Michelin, призначені для того, щоб витримувати влучення з легкої стрілецької зброї.

## Служба
З кінця 1990-х років для Збройних сил Словаччини було виготовлено трохи більш як 40 бронеавтомобілів Aligator 4x4 (всього 44), які постачалися протягом 2000-х років. Через їх більш обмежений захист від мін та саморобних вибухових пристроїв та відсутність захисту від протитанкових ракет вони використовувалися лише всередині країни та для словацьких миротворчих місій у Боснії та Косово.
Хоча Aligator 4x4 було впроваджено кілька інноваційних систем для ефективного захисту екіпажу від загроз, пов'язаних з хімічною зброєю, машина вважалася в основному невдалою, головним чином через її вразливу броню і деякі старі проблеми з двигуном. Хоча шини Aligator 4x4 мали витримувати вогонь зі стрілецької зброї та залишатися працездатними навіть після часткової дефляції, проблема зі спущеною шиною на Aligator у 2007 році призвела до автомобільної аварії між даним бронеавтомобілем та вантажівкою.

## Варіанти

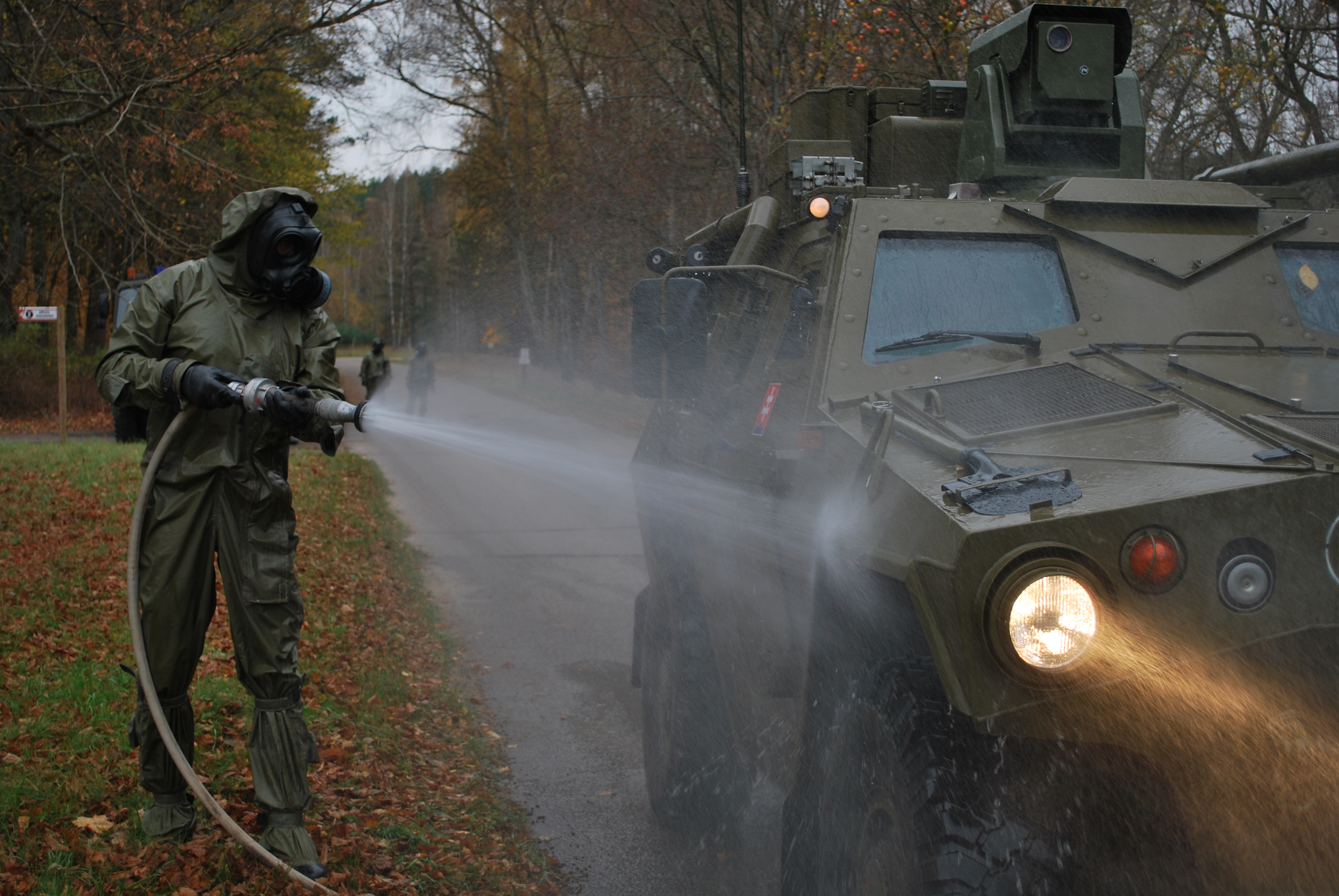
Aligator 4x4 (ймовірно, варіант RCHBO) під час тренувань по обороні CBRN на міжнародних військових навчаннях Steadfast Jazz 2013

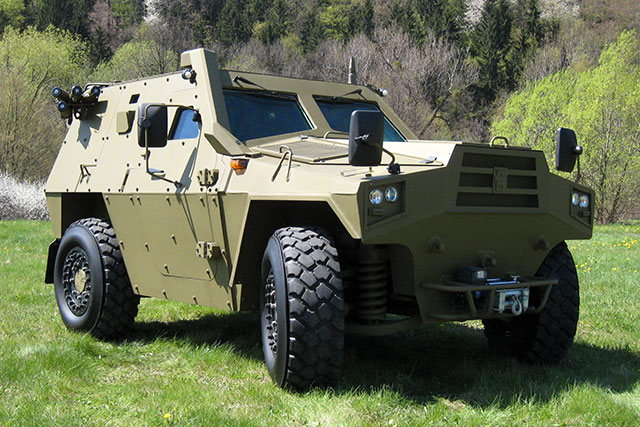
Aligator 4x4 Master (прототип модернізованого варіанта, середина-кінець 2000-х років)

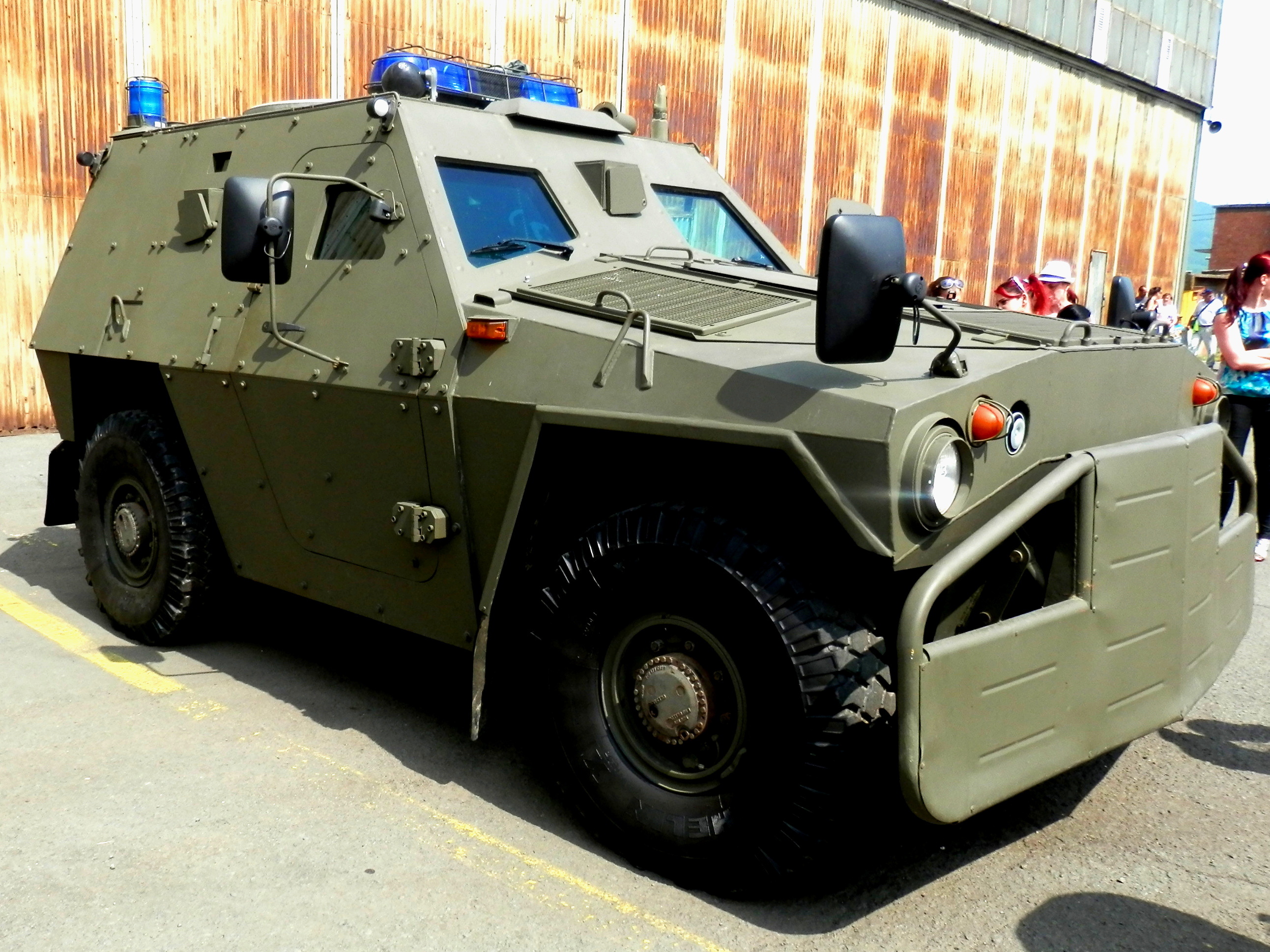
Поліцейська версія Aligator 4x4 Master обновлений варіант, червень 2019 р.

- Aligator 4x4 PCM — виробничий варіант. Поліцейська версія - легка броньована машина з устаткуванням, призначеним для правоохоронних органів, а чи не для військового використання[2] [3].
- Aligator 4x4 PV (словац. Prieskumné vozidlo, «Розвідувальна машина») — серійний варіант. Легка броньована наземна машина-амфібія, призначена як основний військовий варіант для використання в збройних силах.
- Aligator 4x4 PVS (словац. Pohyblivé velitelské stanovište) — серійний варіант. Командно-штабна машина, похідна від стандартного розвідувального варіанту[4].
- Aligator 4x4 DPP (словац. Delostrelecká pohyblivá pozorovatelna) — серійний варіант. Розвідувальна версія, призначена для дальньої розвідки та наведення артилерії[5].
- Aligator 4x4 ŽV (словац. Ženijné vozidlo) — серійний варіант. Інженерна версія машини, створена з урахуванням стандартного розвідувального варіанта[6].
- Aligator 4x4 RCHBO (словац. Radiačná, chemickа a biologickа ochrana) — виробничий варіант. Спеціалізована версія транспортного засобу, спеціально розроблена для експлуатації в умовах підвищеного ризику, схильних до дії радіаційної, хімічної та біологічної зброї[7].
- Aligator 4x4 PPS (словац. Pozorovací průzkumні stanovište) — прототип розвідувального варіанта, оснащений бойовим модулем MBK-2 виробництва MOWAG, що містить збільшувальне обладнання, тепловізійну камеру та кулемет MAG, керований зсередини.
- Aligator 4x4 PLN (словац. Predsunutý letecký naváděč) — прототип транспортного засобу, що використовується для зв'язку та наведення з повітря на полі бою.
- Aligator 4x4 Mini-Samson — прототип важкоозброєного варіанта машини, оснащений бойовим модулем Rafael Mini-Samson, яка містить систему SADS і багатоцільовий ПТРК Spike, керований зсередини машини.
- Aligator 6x6 — концепт шестиколісної й більш місткої версії транспортного засобу для виконання завдань, порівнянних із завданнями мобільної машини піхоти, польової машини швидкої медичної допомоги тощо.
- Aligator 4x4 Master — прототип поліпшеного і модернізованого варіанта оригінального Aligator 4x4, створений 2000-х роках, призначене використання як тактичної бойової машини[8].